# Vogezenhavikskruid
Het vogezenhavikskruid (Hieracium vogesiacum, syn.: Hieracium juranum) is een overblijvende plant, die behoort tot de composietenfamilie.  De soort is mogelijk inheems in Wallonië.
De plant wordt 20-50 cm hoog, vormt een bladrozet en heeft een rechtopstaande of gebogen stengel met 1-3 stengelbladeren. De langwerpig-lancetvormige of langwerpig-omgekeerd eironde rozetbladeren zijn aan de basis getand en aan de randen kaal of behaard. De tamelijk lange bladsteel is wollig behaard. De stengelbladeren zijn gaaf of getand en zijn halfstengelomvattend.
Het vogezenhavikskruid bloeit in juli en augustus. De bloeiwijze bestaat uit 1-3 hoofdjes met gele lintbloemen. Aan de top van de bloeiwijze zitten sterharen en klierharen. De omwindselblaajes zijn bezet met klierharen.
De vrucht is een donkerbruine dopvrucht.